# Новичківська сільська рада
| Новичківська сільська рада — орган місцевого самоврядування у Долинському районі Івано-Франківської області з адміністративним центром у с. Новичка. Сільській раді підпорядковані населені пункти: - с. Новичка |

## Склад ради
Рада складається з 16 депутатів та голови.

### Керівний склад ради
| ПІБ                        | Основні відомості                                                                | Дата обрання | Дата звільнення |
| -------------------------- | -------------------------------------------------------------------------------- | ------------ | --------------- |
| Леськевич Ірина Іванівна   | Сільський голова, 1942 року народження, освіта, член Української Народної Партії | 26.03.2006   | 26.05.2009      |
| Шеремета Галина Михайлівна | Сільський голова, 1961 року народження, освіта, позапартійна                     | 20.06.2010   | 31.10.2010      |
| Шеремета Галина Михайлівна | Сільський голова, 1961 року народження, освіта вища, позапартійна                | 31.10.2010   |                 |

Примітка: таблиця складена за даними джерела